# Mariana Aylwin

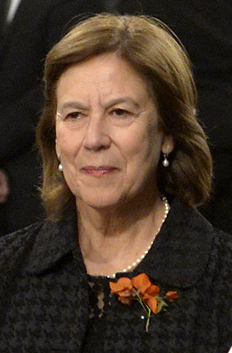
Mariana Aylwin (2016)

Mariana Laura Aylwin Oyarzún (* 13. Juli 1949 in Santiago de Chile) ist eine chilenische Politikerin der Christdemokratischen Partei PDC (Partido Demócrata Cristiano de Chile) und seit 2022 der Bewegung Gelb für Chile (Movimiento Amarillos por Chile), die unter anderem von 1994 bis 1998 Mitglied der Abgeordnetenkammer (Cámara de Diputados), der zweiten Kammer des Nationalkongresses (Congreso Nacional), sowie zwischen 2000 und 2003 Bildungsministerin (Ministra de Educación) war.

## Leben

### Familiäre Herkunft, Lehrerin und Abgeordnete
Mariana Aylwin Oyarzún ist die Tochter des Politikers Patricio Aylwin (1918–2016), der nach dem Ende der Militärdiktatur 1990 von Augusto Pinochet und der Transition in Chile von 1990 bis 1994 erster demokratisch gewählter Präsident Chiles war, und dessen Ehefrau Leonor Oyarzún Ivanovic (1919–2022). Ihre Brüder sind der Rechtsanwalt Miguel Aylwin Oyarzún sowie der Rechtsanwalt und Soziologe José Aylwin Oyarzún, der zwischen 1994 und 1997 Direktor des Instituts für indigene Studien (Instituto de Estudios Indígenas) der Universidad de La Frontera war. Ihr Großvater väterlicherseits war der Jurist Miguel Aylwin (1889–1976), der zwischen 1957 und 1960 als Präsident des Obersten Gerichtshofs (Corte Suprema de Chile) fungierte. Sie ist zudem eine Nichte von Andrés Aylwin Azócar (1925–2018), der von 1965 bis 1973 sowie zwischen 1990 und 1998 Mitglied der Abgeordnetenkammer war, und von Arturo Aylwin Azócar (* 1927), der zwischen 1997 und 2002 als Contralor general de la República de Chile Präsident des Rechnungshofes war. Sie selbst begann nach dem Besuch des Colegio Santa Úrsula ein Studium der Fächer Pädagogik, Geschichte, Geographie und Politische Bildung an der Päpstlichen Katholischen Universität von Chile PUC (Pontificia Universidad Católica de Chile), welches sie 1976 beendete. Während ihrer Studienzeit und nach ihrem Abschluss entwickelte sie Forschungsarbeiten im Zusammenhang mit ihrem Fachgebiet. Im Rahmen ihrer beruflichen Laufbahn arbeitete sie bereits zwischen 1974 und 1975 im Sekundarbereich des Saint George’s College. 1979 erhielt sie ein Stipendium vom Institut für iberoamerikanische Zusammenarbeit ICI (Instituto de Cooperación Iberoamericana) in Madrid, wo sie Forschungen zum Thema „Die Erfahrung des spanischen Übergangs zur Demokratie“ (La experiencia española de transición a la democracia) durchführte. Nach ihrer Rückkehr nahm sie zwischen 1981 und 1986 ihren Tätigkeit als Lehrerin am Saint George’s College wieder auf.
Sie begann ihre politische Karriere 1987, dem Jahr, in dem die Koalition der Frauen für Demokratie (Concertación de Mujeres por la Democracia) gegründet wurde. Gleichzeitig wurde sie zur stellvertretenden Landesdirektorin der Frauenabteilung der Christdemokratischen Partei PDC (Partido Demócrata Cristiano de Chile) und zur Geschäftsführerin der Stiftung für Entwicklung und Populärkultur (Fundación para el Desarrollo y la Cultura Popular) ernannt. Mit der Rückkehr zur Demokratie fungierte sie 1990 bis 1994 als externe Beraterin der Direktion für Studien des Ministeriums des Generalsekretariats des Präsidialamtes. 1991 war sie Delegierte im Nationalrat der Christdemokratischen Partei sowie zwischen 1992 und 1993 Mitglied des Zentralvorstandes der Partei ein, in dem sie den Posten als vierte Vizepräsidentin bekleidete. Sie war außerdem Präsidentin des Politisch-Technischen Rates und Koordinatorin der Kommission „Programm zur Konzertierung der Parteien für Demokratie“ (Concertación de Partidos por la Democracia). Bei der Parlamentswahl am 11. Dezember 1993 wurde sie für die PDC im Wahlkreis Distrito Nº26 La Florida / Región Metropolitana als Nachfolgerin von Gustavo Alessandri Balmaceda mit 48.309 Stimmen (32,91 Prozent) zum Mitglied der Abgeordnetenkammer (Cámara de Diputados), der zweiten Kammer des Nationalkongresses (Congreso Nacional). Sie gehörte der Abgeordnetenkammer vom 11. März 1994 bis zum 11. März 1998 an, nachdem sie bei der Parlamentswahl am 11. Dezember 1997 in ihrem Wahlkreis mit 20,72 Prozent der Stimmen nicht wiedergewählt und Lily Pérez ihre Nachfolgerin als Abgeordnete wurde.
Am 15. September 1998 wurde Mariana Aylwin zur Vertreterin des Staatspräsidenten im Vorstand der Universidad Metropolitana de Ciencias de la Educación (UMCE) ernannt und blieb bis zum 13. März 2000 im Amt. Sie war ferner Beraterin und bis Juni 2010 Mitglied des Vorstands der Universität für Kunst, Wissenschaft und Kommunikation UNIACC (Universidad de Artes, Ciencias y Comunicaciones) sowie zwischen 1999 und 2000 Nationale Koordinatorin des Programms zur Verbesserung der Qualität und Gerechtigkeit der Sekundarschulbildung MECE-MEDIA (Programa de Mejoramiento de la Calidad y Equidad de la Educación Media) des Bildungsministeriums.

### Bildungsministerin und spätere Funktionen

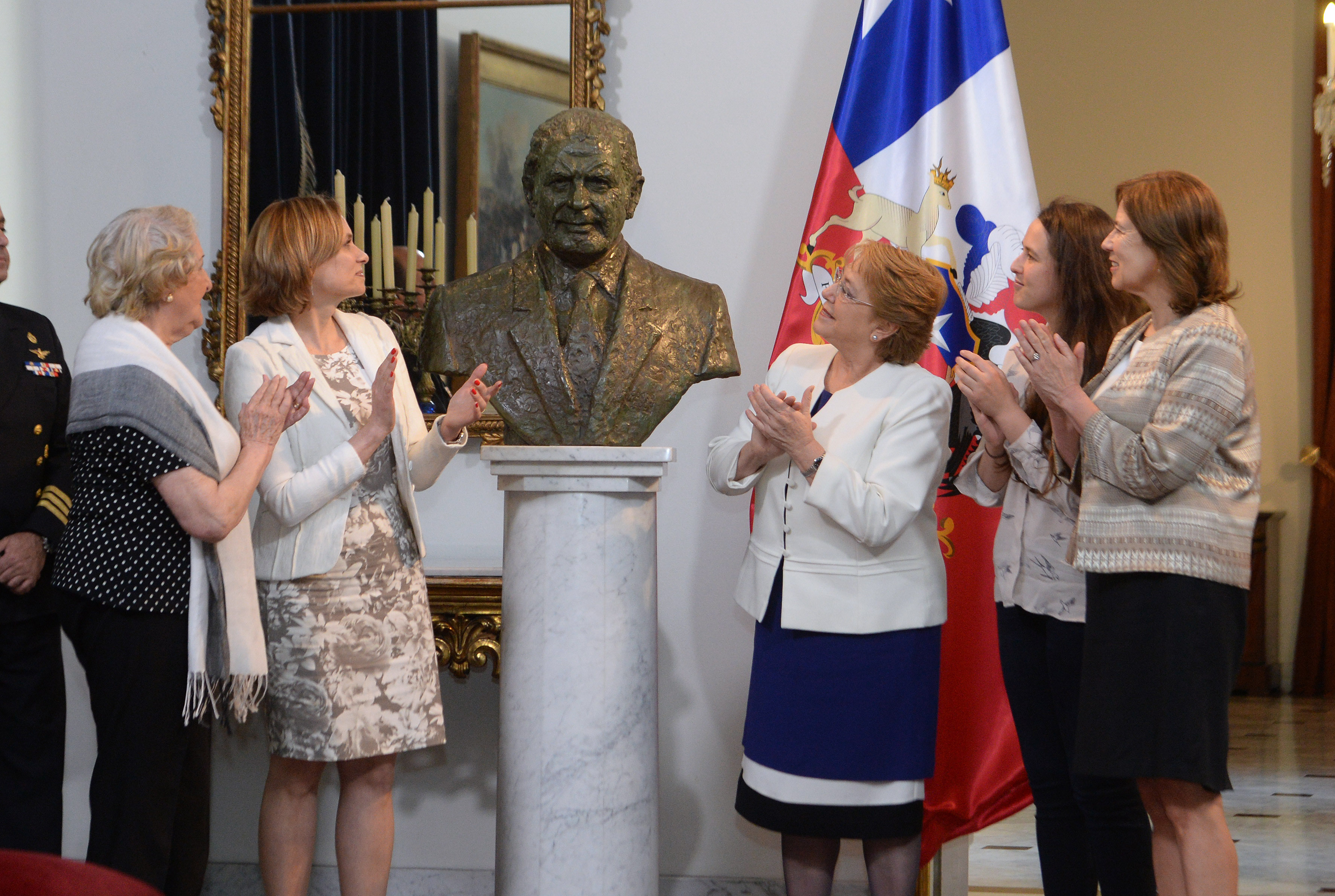
Mariana Aylwin (rechts) mit Staatspräsidentin Michelle Bachelet (3.v.r.) bei der Enthüllung einer Büste von Staatspräsident Patricio Aylwin, dem Vater von Mariana Aylwin (2016).

Am 11. März 2000 übernahm Mariana Aylwin im Kabinett von Staatspräsident Ricardo Lagos das Amt als Bildungsministerin (Ministra de Educación) und bekleidete dieses bis zum 3. März 2003, woraufhin Sergio Bitar neuer Bildungsminister im Kabinett Lagos wurde. Sie war seit 2006 für die Organisation des Programmatischen Kongresses der Christdemokratischen Partei im Oktober 2007 verantwortlich, bei dem an den 70. Jahrestag der Gründung der Nationalen Falange (Falange Nacional) gedacht wurde. Zwischen Mai und Juli 2010 nahm sie am von Staatspräsident Sebastián Piñera Echenique einberufenen Expertengremium für hochwertige Bildung teil, das an der Entwicklung von Vorschlägen zur Verbesserung des chilenischen Bildungssystems arbeitete.
Sie schloss zwischen 2013 und 2015 politischen Bewegung Fuerza Pública an und wurde bei den Regionalratswahlen im Dezember 2013 für den Wahlkreis IV zur Regionalrätin (Consejera Regional) der Metropolregion Santiago gewählt und erhielt 47.164 Stimmen (10,76 Prozent der Präferenzstimmen). Er bekleidete dieses Amt bis November 2016, als sie ihren Rücktritt mit der Absicht einreichte, an den Parlamentswahlen am 19. November 2017 teilzunehmen, wobei sie dann doch nicht kandidierte. Am 5. Januar 2018 gab sie ihren Austritt aus der Christdemokratischen Partei offiziell bekannt und übernahm im April 2018 die Präsidentschaft der Bewegung Progressivismus mit Fortschritt PCP (Progresismo con Progreso), die 2016 in einem Teil der PDC entstand und sich in der Folgezeit aus ehemaligen Mitgliedern und Sympathisanten dieser Partei zusammensetzt. Neben ihrer Funktion als Präsidentin wurde sie außerdem Mitglied der Internationalen Kommission der Bewegung.
Im März 2018 gründete sie zusammen mit einer Gruppe ehemaliger Concertación-Anhänger das Studienzentrum für Demokratie und Fortschritt (Centro de estudios Democracia y Progreso) und wurde dessen Direktorin. Zwischen Juni und November 2018 leitete sie die Expertenkommission des Präsidenten „Alle in den Klassenraum“ (Todos al Aula), deren Ziel es war, einen Plan zur Entbürokratisierung der Verwaltungslast der Schulen des Landes zu entwickeln. Im Juli 2018 wurde sie in den Vorstand der Fundación Chile (FCh) berufen, eine 1976 gegründete öffentlich-private Organisation der Regierung, deren Hauptziel die Einführung von Innovationen und die Entwicklung des Humankapitals in den Schlüsselclustern der chilenischen Wirtschaft durch die Verwaltung und den Transfer von Technologien im Bündnis mit lokalen und globalen Wissensnetzwerken ist. Im August 2019 unterzeichnete sie ein politisches Bündnis mit der Gemeinschaft in Bewegung (Comunidad en Movimiento) unter dem Vorsitz der ehemaligen christdemokratischen Senatorin Soledad Alvear, um in der politischen Mitte zu arbeiten. Im Januar 2020 stärken sie dieses Bündnis mit Blick auf den Verfassungsprozess. Im April 2020 wurde sie in den Außenpolitischen Rat des Außenministeriums berufen. Am 7. Juli 2020 genehmigte der Gemeinderat (Concejo Municipal) von Providencia ihre Aufnahme in den Vorstand der Sozialen Entwicklungsgesellschaft (Corporación de Desarrollo Social), einer Einrichtung, die die Schulen und Gesundheitszentren der Gemeinde verwaltet. Am 11. Januar 2021 stellte die Verfassunggebende Versammlung Chiles (Convención Constitutional) ihre Kandidatur auf der Liste Unabhängige mit Chile (Independientes con Chile) für den Wahlkreis 11° Distrito Las Condes, Peñalolén, La Reina, Lo Barnechea, Vitacura, Región Metropolitana vor, wobei sie allerdings nicht in dieses Gremium gewählt wurde. Sie war unter anderem Geschäftsführerin der Corporación Educacional Aprender, Direktorin der Fundación Belén Educa und der Fundación Oportunidad sowie Vizepräsidentin der Fundación Patricio Aylwin.
Aus ihrer 1972 geschlossenen Ehe mit dem Historiker Carlos Bascuñán Edwards gingen vier Kinder hervor, darunter die Schauspielerin, Filmregisseurin und Drehbuchautorin Paz Bascuñán (* 1975).

## Veröffentlichungen
- Perspectiva de Jaime Eyzaguirre, Mitautoren Cristián Gazmuri und Juan C. González, Ediciones Aconcagua, Santiago de Chile 1977
- El camino de España hacia la democracia, Instituto Chileno de Estudios Humanísticos, Santiago de Chile 1980
- Chile en el siglo XX, 1984, Neuauflage Planeta, Santiago de Chile 1990
- Familia y divorcio, razones de una posición, Editorial Los Andes, Santiago de Chile 1996
- La reforma al sistema escolar. Aportes para el debate, Universidad Diego Portales, Santiago de Chile 2007